# 新しい公共
新しい公共（あたらしいこうきょう、英: New Public）とは、地域の住民やNPOが主体となり公共サービスを提供する社会、現象、または考え方。
新しい公共はPPP（public private partnership、官民パートナーシップ）と混同されやすい概念であり両者は狭義には異なる概念であるが、広義には公共サービスの確保という観点からPPPとともに論じられる概念でもある。

## 概説
古くは公共サービスの提供者は政府か市場かという単純な二分論で考えられていた。しかし、政府による公共サービスの提供は、時にギリシャのように深刻な失業問題を政府が支えるという政策が繰り返され財政破綻を引き起こし、かえって公共サービスを大幅に切り下げる結果となった。また、市場側にもサブプライムローンやリーマンショックなどの問題が起こった。
そこでPPPや新しい公共の概念が注目されるようになった。
PPP（public private partnership、官民パートナーシップ）
PPPは何らかの政策目的の実施にあたり官と民が目的決定、施設の建設と所有、事業運営、資金調達について何らかの分担を行うことをいう。
新しい公共（狭義）
新しい公共は狭義には公共サービスの担い手を官から地域へとシフトさせることをいう。
世界的なPPPの定義ではリスクとリターンの設計及び契約によるガバナンスが特に重視される。しかし、PPPは契約によるガバナンスを重視するため契約になじみにくい分野の地域セクターが考慮されることはあまりない。そこでPPPと新しい公共を対立する概念と捉えず、これらは広義には公共サービスの確保の手段（政府・市場・地域の役割分担）として捉えるべきと考えられている。

## 新しい公共の事例

### マイクロファイナンス
新しい公共の事例としてマイクロファイナンスと呼ばれる領域がある。
バングラデシュのグラミン銀行は貧しい農村で5人単位のグループでファイナンスを行い地域セクターの金融面での有効な手段となっている。
イタリアの組合相互保証システムCONFIDIなどにも同様のシステムがみられる。

### 京町衆（日本）
象徴的なものとして京町衆が挙げられる。日本初の小学校である京都市の番組小学校は公共の担い手として地域の商店主など町衆が大半の額を寄進をし建設が行われた。当時の番組小学校には現在の警察署のような機能もあり、新しい公共の拠点であった。京都市中京区の京都国際マンガミュージアムは番組小学校のひとつ龍池小学校の校舎を再利用したもので、小学校からミュージアムの改修に際しても京町衆からの出資があり、新しい公共の機能を未だに保っている。
京都市は様々な政策名で新しい公共を推進してきた。門川大作・現京都市長も政令指定都市としては最も多くの審議会の委員を公募で選任しているほか、「京都市未来まちづくり100人委員会」「未来の担い手・若者会議U35」など新しい公共のための専門家でない市民が主体の審議会も設置している。横浜市などさまざまな自治体がこのような新しい公共の拡大に追随している。
しかし京都市は、2005年度以降、同市内の廃校約30校について、再生案を示すことができなくなり、2011年11月になって民間活力を導入して事業計画のアイデアと資金を募る計画を立てていることが判明し、これまで学校の再生などに携わってきた京町衆からは、「学校の歴史を知らない余所者に事業を託したくない」とか、「事前の説明が全く無かった」など、批判や反発の声が多数出ている。